# Mascagnia rivularis
Mascagnia rivularis là một loài thực vật có hoa trong họ Malpighiaceae. Loài này được C.V. Morton & Standl. mô tả khoa học đầu tiên năm 1940.